# Partner-ads
Partner-ads er et dansk affiliatenetværk der udbyder partnerprogrammer og ejes af AdViva.
Affiliatenetværket er Danmarks største målt på antal partnerprogrammer. Partner-ads er et populært affiliatenetværk blandt mindre webshops der udgør en forholdsvis stor del af partnerprogrammerne.